# HSA
Hrvatska svemirska agencija ili HSA je nevladina udruga koja ima za cilj promicanje astronomije i astronomskih istraživanja u Hrvatskoj. Osnovana je odlukom grada Zagreba, Gradskog ureda za opću upravu 18. listopada 2002. godine.

## Vanjske poveznice
- HSA službene stranice